# Alekseï Bialynitski-Biroulia
Alekseï Andreïevitch Bialynitski-Biroulia (en russe : Алексей Андреевич Бялыницкий-Бируля, transcription anglaise : Alexei Andreevich Byalynitsky-Birula, né le 2 novembre 1864 à Orcha dans la province de Moguilev et mort le 18 juin 1937 à Leningrad) est un arachnologiste russe.

## Biographie
Il est professeur à l'Université d'État de Saint-Pétersbourg.
En 1902, il fait partie de l'expédition de la Zaria. Alors que Eduard von Toll et Friedrich Seeberg disparaissent définitivement vers l'île Bennett, il parvient à rejoindre l'embouchure de la Iana et survit

## Taxons nommés en son honneur
- Anemesia birulai (Spassky, 1937)
- Calchas birulai Fet, Soleglad & Kovařík, 2009

## Quelques taxons décrits
- Acanthogylippus
- Buthacus
- Buthiscus
- Buthiscus bicalcaratus
- Calchas
- Calchas nordmanni
- Daesiola zarudnyi
- Euscorpius flavicaudis
- Euscorpius koschewnikowi
- Galeodopsis
- Gluviola armata
- Gluviopsis microphthalmus
- Heteroscorpion
- Hottentotta
- Karschia borszcevskii
- Karschia kaznakovi
- Karschia koenigi
- Karschia kurdistanica
- Karschia pedaschenkoi
- Kraepelinia palpator
- Liobuthus
- Liobuthus kessleri
- Paragaleodiscus
- Paragaleodiscus aflagellatus
- Psammobuthus
- Psammobuthus zarudnyi
- Razianus zarudnyi
- Rhagodelbus bucharicus
- Rhagodixa kurdistanica
- Rhagodorta zorab
- Rhagodospus babylonicus
- Roeweriscus
- Roeweriscus paradoxus
- Zeria funksoni